# 短萼火焰花
短萼火焰花（学名：Phlogacanthus gomezii）是爵床科火焰花属的一种灌木，分布于孟加拉国、印度、缅甸和中国的云南省与西藏自治区。

## 特征描述
短萼火焰花可高达2米。其茎木质，圆柱形，表面覆盖着褐色柔毛。叶子对生，呈椭圆形至矩圆形，顶端急尖至锐尖，基部宽楔形，下延，具有柄，被褐色柔毛。叶片上面密生小点状钟乳体，叶背被灰白色柔毛。
聚伞圆锥花序顶生，花具有梗，密被灰白色柔毛。苞片和小苞片微小，线形。花萼5裂至基部，基部联合，裂片三角形，暗红色，被柔毛。花冠暗红色，密被柔毛，花冠管向下弯曲，冠檐2唇形，上唇2裂，下唇3深裂。雄蕊2枚，着生近花冠管基部，稍外露，花丝基部附近有2个退化雄蕊的残迹。子房圆锥形，绿色无毛，花柱线形，淡粉红色，被柔毛。蒴果长，圆柱形，无毛，长约2.5厘米。花期为3-6月。